# MS Motor TV
MS Motor TV, precedentemente noto come Automoto TV, è un canale televisivo tematico italiano interamente dedicato al mondo delle auto e delle moto.

## Storia

Logo usato dal 2012 al 2020

È nato il 29 settembre 2012 con il nome di Automoto TV, e il suo pubblico è composto da appassionati e sportivi del motociclismo e dell'automobilismo. Inizialmente andava in onda sul canale 139, poi 148 e infine 228 della piattaforma televisiva Sky Italia.
Tra i programmi del canale, gli appuntamenti quotidiani con l'informazione di Auto News e Moto News, il grande talk show sportivo RR - Races Report, i talk show dedicati alla moto e all'auto d'epoca, Andavamo a Cento all'ora e Classic Garage, le prove verità di Auto Test e Moto Test, la costruzione delle moto speciali su Bike Riders, le tinte forti di Tuning e Freestyle, E-Cars per seguire da vicino l'evoluzione dell'auto elettrica. Per gli amanti dello sport a due e quattro ruote, l'occasione imperdibile delle grandi retrospettive di Formula 1 Life, Gp Life e Rally Life, con i più avvincenti filmati dell'epoca.
Dal 2013 ospita Sfida da Bar, che è il primo reality italiano legato al mondo delle due ruote nel quale semplici appassionati sfidano grandi campioni. Nel 2019 i piloti da battere sono stati Marco Melandri, Roberto Rolfo, Loris Reggiani e Marco Governatori.
Dal 2016 al 2018 va in onda Never Give Up condotto da Annalisa Minetti e Chiara Valentini; le due sono anche le autrici del programma.
Dal 2018 il progetto passa dalle mani dell'editore Carlo Braccini a quelle della società MediaSportPoduction.
Dal 4 giugno 2018 il canale si sposta al canale 228.
Il 1º febbraio 2020, il canale cambia nome in MS Motor TV, rinnovando anche grafica e bumper.
Il 18 marzo 2021 il canale passa sulla LCN 813, lasciando il posto ad ACI Sport TV, edita dallo stesso gruppo in collaborazione con l'Automobile Club d'Italia.
Il 22 marzo 2021 viene inserito su Tivùsat alla LCN 55.
Il 1º giugno 2021 il canale si trasferisce sulla LCN 229 di Sky.
Dal 25 gennaio 2024 la società è in liquidazione giudiziale.